# イチゴツナギ
イチゴツナギ（苺繋、Poa sphondylodes Trin.）は、イネ科イチゴツナギ属（ナガハグサ属）に属する多年草である。南シベリアから東アジアの温帯地域に生息する。道端、土手、河原などに生える。

## 特徴
- 草丈：30〜60cm
- 葉：「線形」で、幅は1.5〜3.0mm、長さは5〜12cm。
- 茎：茎がざらつくことから「ザラツキイチゴツナギ」の別名がある。
- 花：花期は5月～7月で、花色は淡緑色。円錐花序で数回も分枝して花がつき、全体が円錐状にみえる。
- 形態：束になって直立して生え、匍匐枝はない。

名称は、昔子供が野いちごを摘んだときに、この草の茎に通して持ち運んだという伝承による。
近縁種が多い。イチゴツナギ属には日本国内に帰化種を含んで25種以上がある。小型のスズメノカタビラなど以外は、多くが中型の草本で、区別が難しい。高山植物であるものも含まれる。
イチゴツナギ（Bluegrass）は、米国ケンタッキー州の愛称である。